# Chrysopa ochracea
Chrysopa ochracea is een insect uit de familie van de gaasvliegen (Chrysopidae), die tot de orde netvleugeligen (Neuroptera) behoort. 
Chrysopa ochracea is voor het eerst wetenschappelijk beschreven door Albarda in 1881.